# شاهزاده کوره‌یاسو
شاهزاده کوره‌یاسو (به ژاپنی: 惟康親王 Koreyasu); ۲۶ مهٔ ۱۲۶۴ – ۲۵ نوامبر ۱۳۲۶) پسر شاهزاده مونه‌تاکا، هفتمین شوگون از شوگون‌سالاری کاماکورا بود. وی در سن دو سالگی شوگون شد و در واقع حاکم اسمی و تحت کنترل خاندان هوجو بود.
این استراتژی خاندان هوجو بود که در آن زمان در حکومت شوگون قدرت داشت و به جای تبدیل شدن به یک شوگون، این خاندان به عنوان یک شیکن بر شوگون‌سالاری کاماکورا حکومت می‌کرد (نقشی که از شوگون حمایت می‌کرد؛ در واقع بالاترین مقام رسمی بود. در شوگون سالاری). هر بار که یک شوگون به سن بلوغ می‌رسید، او را به پایتخت برمی‌گرداند و یک شوگون جوان جدید به عنوان حاکم دست‌نشانده برپا می‌کرد تا از پیوستن او به نیروهای دشمن با خاندان هوجو جلوگیری کند. شاهزاده کوره‌یاسو نیز یکی از کسانی بود که همچنان در دام نیات خاندان هوجو بود. در سن ۲۵ سالگی از شوگونی عزل شد و تبدیل به یک راهب بودایی شد و نام خود را اونو-نو میا گذاشت.

## خاندان گنجی
به‌طور کلی، «شیننو» به یکی از اعضای مذکر بلندپایه خانواده امپراتوری اشاره دارد که می‌تواند روزی امپراتور شود و برای شاهزاده شدن، باید «اعلام شاهزاده امپراتوری» دریافت کرد. در این مرحله، شاهزاده کوره‌یاسو توسط دربار امپراتوری به عنوان شاهزاده امپراتوری معرفی نشده بود، بنابراین نام رسمی او «شاهزاده کوره‌یاسو» بود.
با این حال، در سال ۱۲۷۰ (سال هفتم دوران بونی)، دربار امپراتوری شاهزاده کوره‌یاسو را شینسکی کوکا (حذف فرزند امپراتور از خانواده امپراتوری) کرد و به او نام خانوادگی میناموتو داد. خاندان میناموتو، از جمله میناموتو نو یوریتومو، و خاندان تایرا، از جمله تایرا نو کیوموری، همه نام‌هایی بودند که به فرزندان امپراتور پس از تنزل رتبه به رعیت داده می‌شدند.
به عبارت دیگر، با اینکه زحمت انتصاب یکی از اعضای خاندان امپراتوری را به عنوان شوگون کشیده شده بود، شوگون سالاری به شوگونی خاندان گنجی بازگشت. با این حال، در این زمان، نه خاندان هوجو و نه دربار امپراتوری نمی‌توانستند نگران چنین مسائلی باشند. ژاپن قرار بود با بزرگ‌ترین بحران خود از زمان تأسیس خود یعنی حمله مغول به ژاپن مواجه شود. امپراتوری مغول یک دولت نظامی قدرتمند بود که در اوایل قرن سیزدهم متولد شد و بعداً ۲۵٪ از خشکی‌های زمین را تحت کنترل داشت. قوبلای خان پنجمین امپراتور و بنیانگذار سلسله یوان بود. پس از فتح شبه‌جزیره کره، ژاپن را به عنوان هدف بعدی خود قرار داد و از اواخر دهه ۱۲۶۰ بارها به ژاپن پیام فرستاد. شوگون‌سالاری، از جمله شیکن هوجو ماسامورا و رنشو (مقام مهمی در شوگون‌سالاری معاون شیکن) هوجو توکیمونه، قطعاً این درخواست را نادیده گرفتند.
در همان زمان، اخطاریه ای به «گوکه‌نین» (جنگجویان سامورایی که به مالکیت زمین توسط شوگون‌سالاری تضمین شده بود و در ازای آن به شوگون سالاری قسم خوردند) صادر شد تا برای تهاجم ارتش مغول آماده شوند. در همین حال، هوجو ماسامورا به‌طور ناگهانی از سمت شیکن کنار رفت و هوجو توکیمونه ۱۸ ساله هشتمین شیکن شد.
هوجو توکیمونه از خانواده توکوسو بود (خانواده ای با بالاترین اقتدار در میان خاندان هوجو، که سلطنت ارثی را مجاز می‌دانست). تصمیم گرفته شد که هوجو توکیمونه فرمانده کل شوگون‌سالاری برای مقابله با بحران ملی شود.
پس از آن، قوبلای خان بارها پیام رسان فرستاد، اما هوجو توکیمونه همه آنها را نادیده گرفت و به تقویت موضع دفاعی داخلی پرداخت. با این حال، در این زمان، با پیشرفت سوریوسی (ارث بردن زمین به شخصی که بیشترین قدرت رهبری در خانواده را داشت) در نسل دوم و سوم پیشرفت کرد، زمین به قطعات کوچکتر تقسیم شد و گوکه‌نین‌ها در سراسر کشور در تنگنا قرار داشت. انجام می‌داد. از آنجا که آنها با قرض گرفتن پول و فروش زمین خود زندگی می‌کردند، نمی‌توانستند به اندازه کافی از خود در برابر دشمنان خارجی دفاع کنند.
بنابراین، در سال ۱۲۷۳ هوجو توکیمونه "توکوسی ری " را صادر کرد، که تمام بدهی‌های ملازمان را حذف کرد و زمین‌هایی را که قبلاً به مالکان واگذار شده بود، بازگرداند. گوکه‌نین‌ها موقتاً مشکلشان حل شد، اما اکنون گوکه‌نین‌ها دیگر نمی‌توانستند دوباره پول قرض کند و حتی فقیرتر می‌شدند. این جریان در نهایت به جنبش ضد شوگونی منجر شد.
در ابتدا، کوبلای خان صرفاً می‌خواست با ژاپن تجارت کند، اما از عدم واکنش ژاپن بی تاب شد و سرانجام در اکتبر ۱۲۷۴ به ژاپن حمله کرد. ناوگان بزرگی با ۳۰۰۰۰ سرباز به تسوشیما (استان ناگاساکی) و ایکی (استان ناگاساکی) حمله کردند و در نهایت در هاکاتا (استان فوکوئوکا) فرود آمدند. برخلاف ارتش ژاپن، که در آن نبرد تکی معمول بود، ارتش یوان از تاکتیک‌های گروهی برای محاصره رزمندگان مجرد استفاده می‌کرد و این امر باعث می‌شد ارتش ژاپن نتواند با آنها رقابت کند.
علاوه بر این، ارتش ژاپن در برابر «تسوآئو» با صدای بلند و حملات با استفاده از تیرهای زهرآگین کار سختی داشت. با این حال، در آن زمان، طوفانی ناگهانی در خلیج هاکاتا رخ داد و بسیاری از سربازان سابق غرق شدند. ارتش ژاپن با اختلاف اندکی پیروز می‌شود. هفت سال بعد، در پایان ژوئن ۱۲۸۱ (کوان ۴)، ۱۴۰۰۰۰ سرباز برای دومین بار به ژاپن حمله کردند، اما در این زمان نیز طوفانی ناگهانی در نیمه‌های شب رخ داد و سربازان سابق به دریا پرتاب شدند. یکی پس از دیگری در دریا ناپدید شد.
طوفان‌هایی که دو بار ژاپن را نجات دادند کامیکازه بودند و آگاهی از اینکه ژاپن کشور خدایان است در همین زمان متولد شد. اگرچه ارتش یوان عقب رانده شده است، اما نمی‌توان گفت چه زمانی تهاجم دیگری رخ خواهد داد؛ بنابراین، گارد کیتاکیوشو نمی‌توانست آرام شود و بار روی نگهدارنده‌های کیوشو بیشتر شد. در گذشته، زمانی که دیگر نگهبانان در یک نبرد پیروز می‌شدند، می‌توانستند زمین بازنده را از بین ببرند و آن را به عنوان پاداشی برای برنده دریافت کنند. اگرچه ارتش شوگون در جنگ بونئی-کوان پیروز شد، اما سرزمین ژاپن افزایش نیافت.
گوکه‌نین‌ها پاداش کافی دریافت نکرد و حتی فقیرتر شد. علاوه بر این، خاندان هوجو، نقاط استراتژیک در منطقه چوگوکو را تحت عنوان حفاظت از منطقه به فیف‌های خود تبدیل کردند و گوکه‌نین به شدت به این موضوع اعتراض کردند. نارضایتی از شوگون سالاری همچنان رو به افزایش بود. هوجو توکیمونه، که حتی به خاطر نجات ژاپن از بلایای ملی، «کوکوشو» (پادشاه ژاپن) نامیده می‌شد، نتوانست بر این بیماری غلبه کند و در سال ۱۲۸۴ در سن ۳۲ سالگی درگذشت.
شوگون که دوره تهاجم مغول را با نام «میناموتو نو کوره‌یاسو» گذراند، سرانجام در سال ۱۲۸۷ (سال دهم کوان) توسط دربار امپراتوری «شاهزاده امپراتوری» اعلام شد.
در این زمان شوگون ۲۴ سال داشت. او کمی مسن تر از آن بود که بتواند حاکم دست‌نشانده مورد نظر خاندان هوجو باشد. دو سال بعد، در سال ۱۲۸۹ (شوو ۲)، شاهزاده امپراتوری کوره‌یاسو از سمت خود به عنوان شوگون برکنار شد.
گفته می‌شود که دلیل آن این بوده است که «چون او در حال برنامه‌ریزی چیزی بود»، سوابق آن زمان حاکی از آن است که چند سامورایی ناگهان با کفش‌های خود وارد کاخ شوگون شده و شاهزاده امپراتوری کوره‌یاسو را به زور با خود بردند. مردم در آن زمان شاهزاده کوره‌یاسو را دیدند که در حالی که زیر باران گریه می‌کرد به پایتخت بازگردانده شد و با او همدردی کردند و گفتند: «او به پایتخت تبعید شد.»
با این حال، پس از بازگشت به پایتخت، شاهزاده امپراتوری کوره‌یاسو نسبت به دیگر شوگون‌های کاماکورا زندگی طولانی غیرمعمولی داشت. او تنها چند سال قبل از سقوط شوگون سالاری کاماکورا در ۶۳ سالگی درگذشت.